# Atletica leggera ai Giochi della V Olimpiade - Salto triplo

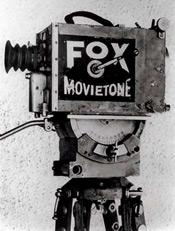
video della finale (durata: 31")

La competizione del salto triplo di atletica leggera ai Giochi della V Olimpiade si tenne il 15 luglio 1912 allo Stadio Olimpico di Stoccolma.

## L'eccellenza mondiale
| Record olimpico: 1908     | 14,915     | Timothy Ahearne  | Assente  |
| Migliore prest. mondiale  | 15,52 1911 | Daniel Ahearn    | Assente  |
| Miglior prest. stagionale | 14,45      | Charles Brickley | Presente |

## Risultati

### Turno eliminatorio
Tutti i 20 iscritti, divisi in tre gruppi, hanno diritto a tre salti. Poi si stila una classifica. I primi tre disputano la finale (tre ulteriori salti). I finalisti si portano dietro i risultati della qualificazione.
La miglior prestazione appartiene a Gustaf Lindblom (Svezia) con 14,76 m. Tre svedesi sono ai primi tre posti.
| Pos. | Atleta          | Nazione       | Misura | Salti | Salti | Salti |
| Pos. | Atleta          | Nazione       | Misura | 1°    | 2°    | 3°    |
| ---- | --------------- | ------------- | ------ | ----- | ----- | ----- |
| 2    | Georg Åberg     | Svezia        | 14,51  | 13,58 | 13,9  | 14,51 |
| 5    | Platt Adams     | Stati Uniti   | 14,09  | 13,72 | 14,09 | N     |
| 7    | Hjalmar Ohlsson | Svezia        | 14,01  | 14,01 | 13,87 | 13,91 |
| 11   | Johan Halme     | Finlandia     | 13,79  | 13,79 | 13,43 | 13,51 |
| 19   | Timothy Carroll | Gran Bretagna | 12,56  | N     | 12,54 | 12,56 |

| Pos. | Atleta           | Nazione  | Misura | Salti | Salti | Salti |
| Pos. | Atleta           | Nazione  | Misura | 1°    | 2°    | 3°    |
| ---- | ---------------- | -------- | ------ | ----- | ----- | ----- |
| 1    | Gustaf Lindblom  | Svezia   | 14,76  | 14,74 | 14,76 | 14,20 |
| 3    | Erik Almlöf      | Svezia   | 14,17  | N     | 13,46 | 14,17 |
| 6    | Edvard Larsen    | Norvegia | 14,06  | 13,27 | 13,90 | 14,06 |
| 8    | Nils Fixdal      | Norvegia | 13,96  | 13,96 | 13,58 | 13,66 |
| 10   | Gustaf Nordén    | Svezia   | 13,81  | 13,81 | 12,76 | N     |
| 15   | Gustav Kröjer    | Austria  | 13,45  | 12,90 | 13,45 | 12,95 |
| 17   | Skotte Jacobsson | Svezia   | 13,33  | 13,33 | N     | 12,71 |
| 18   | Calvin Bricker   | Canada   | 13,25  | 13,25 | N     | N     |
| 20   | Arthur Maranda   | Canada   | 12,53  | 12,53 | 12,07 | 12,25 |

| Pos. | Atleta           | Nazione     | Misura | Salti | Salti | Salti |
| Pos. | Atleta           | Nazione     | Misura | 1°    | 2°    | 3°    |
| ---- | ---------------- | ----------- | ------ | ----- | ----- | ----- |
| 4    | Erling Vinne     | Norvegia    | 14,14  | 13,63 | 14,14 | 13,34 |
| 9    | Charles Brickley | Stati Uniti | 13,88  | 13,88 | 13,84 | 13,77 |
| 12   | Inge Lindholm    | Svezia      | 13,74  | 13,14 | 13,57 | 13,74 |
| 13   | Edward Farrell   | Stati Uniti | 13,57  | N     | 13,42 | 13,57 |
| 14   | Otto Bäurle      | Germania    | 13,52  | 13,12 | N     | 13,52 |
| 15   | Patrik Ohlsson   | Svezia      | 13,45  | 12,98 | 13,37 | 13,45 |

### Finale
Le tre prove di finale non modificano in nulla le misure e le posizioni dei primi tre.

Mancando gli irlandesi, la gara è dominata dagli atleti scandinavi, ben sette si classificano tra i primi 8. 
| Pos.    | Atleta          | Età | Nazione | Misura | Salti | Salti | Salti | Salti |
| Pos.    | Atleta          | Età | Nazione | Misura | Qual. | 4°    | 5°    | 6°    |
| ------- | --------------- | --- | ------- | ------ | ----- | ----- | ----- | ----- |
| Oro     | Gustaf Lindblom | 21  | Svezia  | 14,76  | 14,76 | N     | 14,35 | 14,32 |
| Argento | Georg Åberg     |     | Svezia  | 14,51  | 14,51 | N     | 14,03 | N     |
| Bronzo  | Erik Almlöf     |     | Svezia  | 14,17  | 14,17 | N     | 13,85 | 14,10 |

La tripletta nel triplo è l'unica riportata dalla Svezia in una gara olimpica non su pista in tutto il XX secolo.